# Oreothlypis
Oreothlypis là một chi chim trong họ Parulidae.